# 切羅基級遠洋拖船
切羅基級遠洋拖船最初稱為納瓦霍級，是在第二次世界大戰開始前為美國海軍建造的。 它們與以前的遠洋拖船設計截然不同，並且比它們的前輩更能進行遠洋航行。 這在很大程度上是由於它們的長度為 205 英尺（62 m），橫梁長 38 英尺（12 m），並且具有巨大的燃料承載能力。 它們也是美國海軍第一批配備柴油電力驅動的大型水面艦艇。

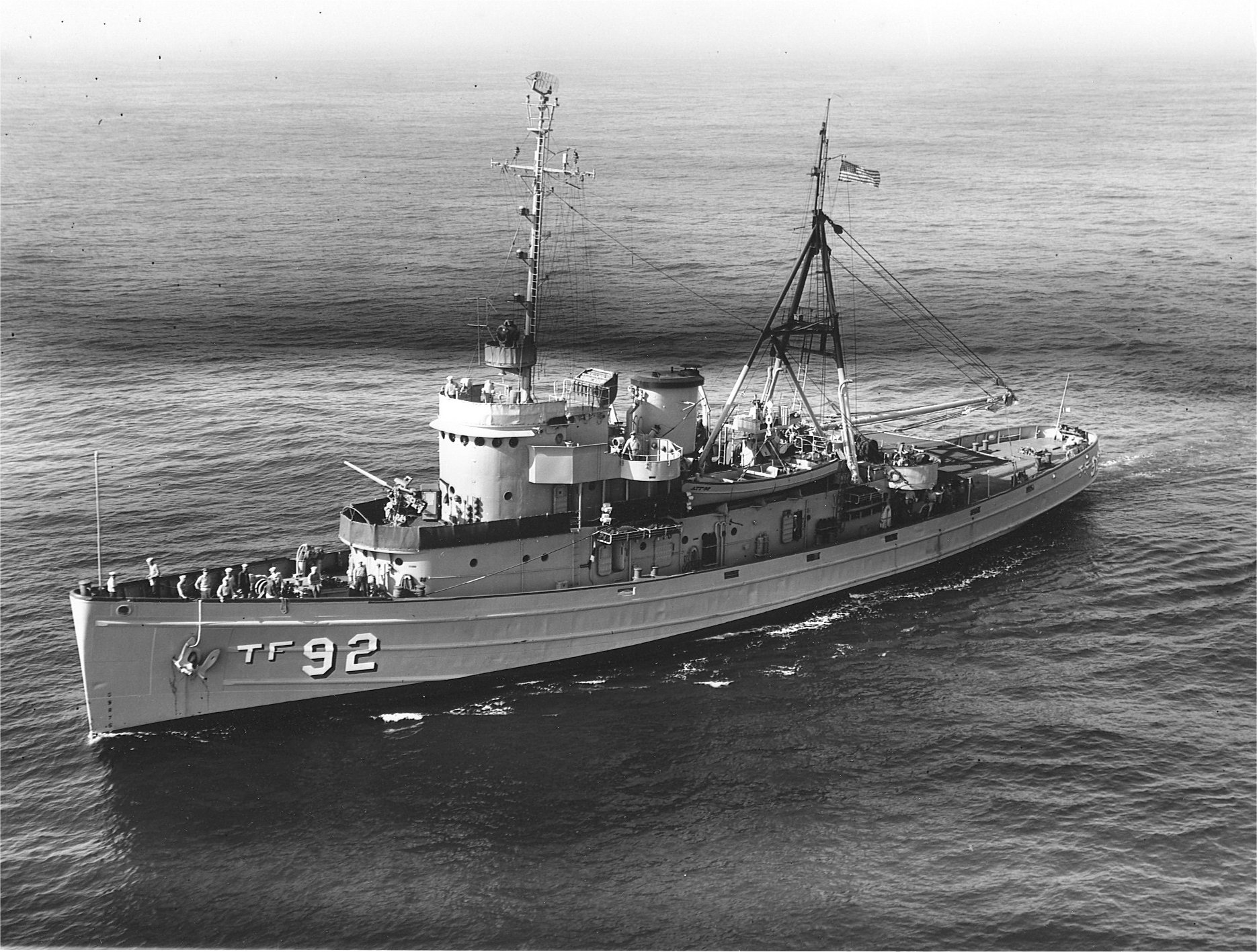
1955 年，在威格瓦姆行动 (Operation Wigwam)中牵引一枚用作核深水炸弹的核弹

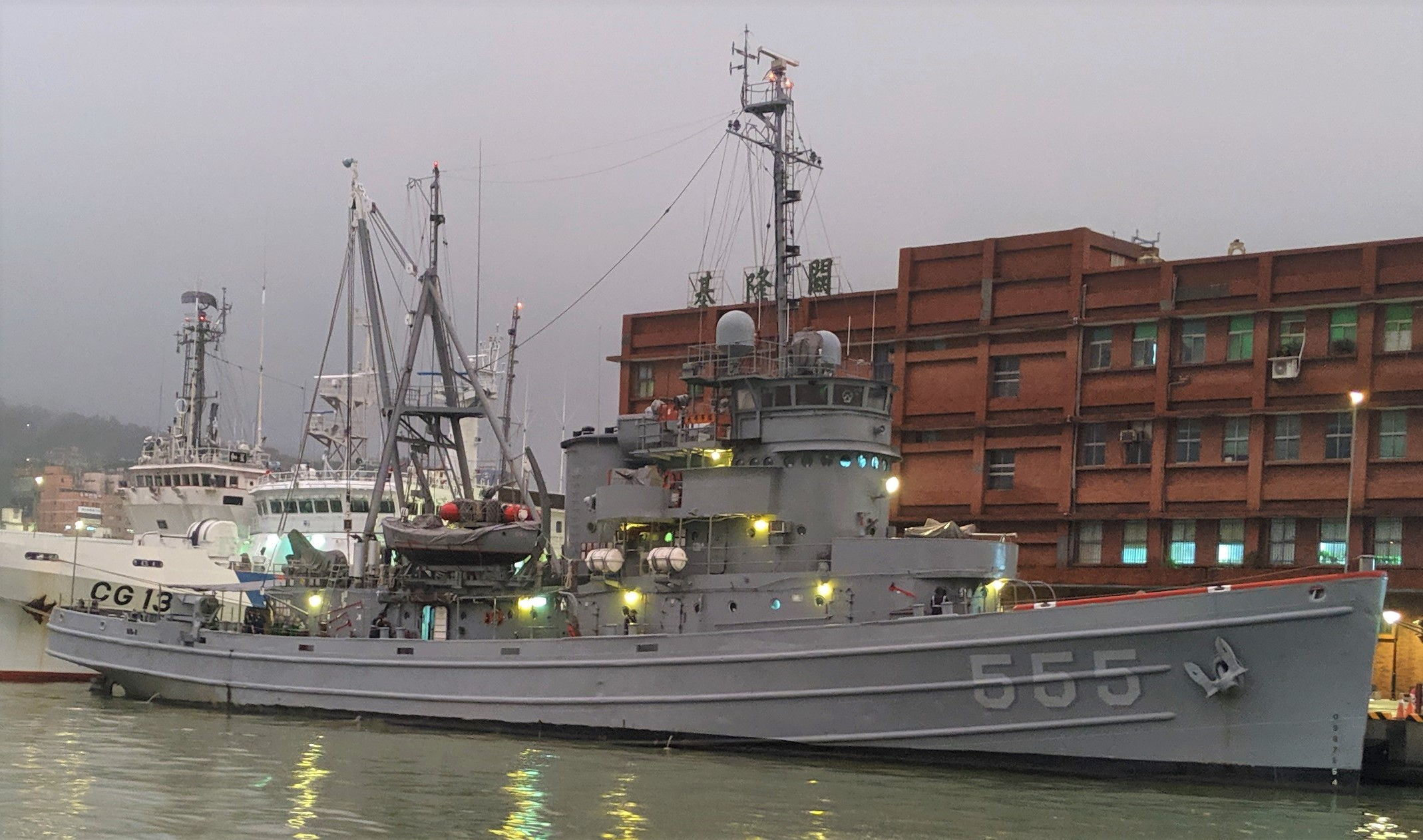
大峰號，前納拉甘西特號，基隆港，2019 年 9 月 28 日

前三艘船，納瓦霍號、塞米諾爾號和切羅基號，於 1938 年至 1940 年間在伯利恆鋼鐵公司的伯利恆史泰登島分部建造。 納瓦霍人和塞米諾爾人於1940年加入太平洋艦隊，切羅基人則加入大西洋艦隊。 1941 年 12 月 7 日，納瓦霍號從珍珠港調往聖地亞哥，日本襲擊的消息傳出後，納瓦霍號立即調轉航線前往珍珠港。 在襲擊發生後的幾天裡，她和她的姊妹船塞米諾爾號一樣，成為那裡打撈行動的關鍵部分。
該級前兩艘艦“納瓦霍號”和“塞米諾爾號”在第二次世界大戰期間損失後，該級艦從戰前最初的名稱“納瓦霍級”更名為“切羅基級”，第三艘艦的名稱於1939 年命名，至今仍保留在該級艦中。倖存下來。 

## 艦名列表
| 船名       | 舷號                            | 造船廠                   | 委託                | 退役                | 結局 |      |
| ---------- | ------------------------------- | ------------------------ | ------------------- | ------------------- | --- | ---- |
| 納瓦霍     | AT-64                           | 伯利恆史泰登島           | 1940 年 1 月 26 日  | 不適用              | 1943 年 9 月 12 日沈沒 |      |
| 塞米諾爾   | AT-65                           | 伯利恆史泰登島           | 1940 年 3 月 8 日   | 不適用              | 1942 年 10 月 25 日沈沒 |      |
| 切羅基     | AT-66                           | 伯利恆史泰登島           | 1940 年 4 月 26 日  | 1946 年 6 月 29 日  | 轉移到美國海岸警衛隊，1992 年作為靶船擊沉 |      |
| 阿帕奇     | AT-67                           | 查爾斯頓造船和乾船塢公司 | 1942 年 12 月 12 日 | 1974 年 2 月 27 日  | 1974年6月1日轉移至中華民國，1985年在行動中擱淺，重建後當前服役中                                                                                               |      |
| 阿拉帕霍   | AT-68                           | 查爾斯頓造船和乾船塢公司 | 1943 年 1 月 20 日  | 1947 年 1 月 15 日  | 1961 年調往阿根廷，1976年1月10日失事 |      |
| 奇珀瓦     | AT-69                           | 查爾斯頓造船和乾船塢公司 | 1943 年 2 月 14 日  | 1947 年 2 月 26 日  | 1990 年 2 月 8 日作為人工魚礁沉沒 |      |
| 喬克托     | AT-70                           | 查爾斯頓造船和乾船塢公司 | 1943 年 4 月 21 日  | 1947 年 3 月 11 日  | 1978 年 3 月 1 日移交給哥倫比亞，命運未知 |      |
| 霍皮人     | AT-71                           | 查爾斯頓造船和乾船塢公司 | 1943 年 3 月 31 日  | 1955 年 12 月 9 日  | 加入大西洋預備艦隊。 1962年3月27日移交給海事管理局，並轉移到弗吉尼亞州詹姆斯河的國防後備艦隊，並於1963年7月1日永久轉移到海事管理局後一直留在那裡，直到1967年。 |      |
| 基奧瓦     | AT-72                           | 查爾斯頓造船和乾船塢公司 | 1943 年 6 月 7 日   | 不適用              | 1972 年出售給多米尼加共和國，1994 年 12 月 12 日作為廢品出售                                                                                                   |      |
| 梅諾米尼   | AT-73                           | 聯合工程公司             | 1942 年 9 月 25 日  | 1946 年 11 月 15 日 | 1961 年 1 月 26 日轉至印度尼西亞； 2004年作為靶船擊沉 |      |
| 波尼       | AT-74                           | 聯合工程公司             | 1942 年 11 月 7 日  | 1947 年 1 月        | 1971 年 11 月 9 日作為廢品出售 |      |
| 蘇族       | AT-75                           | 聯合工程公司             | 1942 年 12 月 6 日  | 1973 年 8 月 15 日  | 1973 年 8 月 15 日 移交給土耳其，截至 2019 年服役中 |      |
| 尤特       | AT-76                           | 聯合工程公司             | 1942 年 12 月 13 日 | 1974 年 8 月 30 日  | 1991 年 8 月 4 日 作為靶船擊沉 |      |
|            | - AT-77 - AT-78 - AT-79 - AT-80 | 取消                     | 取消                | 取消                | 取消 | 取消 |
| 班諾克     | AT-81                           | 查爾斯頓造船和乾船塢公司 | 1942 年 6 月 28 日  | 1955 年 11 月 25 日 | 20 世紀 50 年代末，作為廢品出售 |      |
| 加勒比     | AT-82                           | 查爾斯頓造船和乾船塢公司 | 1943 年 7 月 24 日  | 1947 年 1 月 24 日  | 1978 年 2 月 14 日 移交給哥倫比亞，2007 年 6 月作為靶船擊沉 |      |
| 契卡索     | AT-83                           | 聯合工程公司             | 1943 年 2 月 4 日   | 1965 年 6 月 30 日  | 1976 年 5 月 1 日轉移至中華民國； 1999年7月16日退役，2002年11月10日作為人工魚礁                                                                                |      |
| 克里       | AT-84                           | 聯合工程公司             | 1943 年 3 月 28 日  | 不適用              | 1978 年 8 月 27 日 作為靶船擊沉 |      |
| 河鱒       | AT-85                           | 聯合工程公司             | 1943 年 4 月 29 日  | 1988 年 3 月 31 日  | 1990 年 1 月 22 日 作為靶船擊沉 |      |
| 馬塔科     | AT-86                           | 聯合工程公司             | 1943 年 5 月 29 日  | 1977 年 10 月 1 日  | 1979 年 4 月 1 日作為廢品出售 |      |
| 莫雷諾     | AT-87                           | 賓夕法尼亞州造船         | 1942 年 11 月 30 日 | 1946 年 8 月 18 日  | 1988 年 10 月 6 日作為靶船擊沉 |      |
| 納拉幹西特 | AT-88                           | 賓夕法尼亞州造船         | 1943 年 1 月 15 日  | 1946 年 12 月 21 日 | 1991 年 6 月 20 日移交給中華民國，2021年10月1日退役，2023年8月15日作為靶艦擊沉                                                                                 |      |
| 瑙塞特     | AT-89                           | 賓夕法尼亞州造船         | 1943 年 3 月 2 日   | 不適用              | 1943 年 9 月 9 日沈沒 |      |
| 平托       | AT-90                           | 賓夕法尼亞州造船         | 1943 年 4 月 1 日   | 1946 年 7 月 11 日  | 1974 年 5 月 1 日移交秘魯，截至 2019 年服役中 |      |
| 塞內卡     | AT-91                           | 賓夕法尼亞州造船         | 1943 年 4 月 30 日  | 1971年7月           | 2003 年 7 月 21 日作為靶船擊沉 |      |
| 塔瓦薩     | AT-92                           | 商業鐵廠                 | 1943 年 7 月 17 日  | 1975 年 3 月 31 日  | 1976 年 8 月 1 日作為廢品出售 |      |
| 特克斯塔   | AT-93                           | 商業鐵廠                 | 1943 年 8 月 16 日  | 1950 年 4 月 14 日  | 1960 年 5 月，調往智利； 1999 年 7 月 5 日作為靶船擊沉 |      |
| 尤馬       | AT-94                           | 商業鐵廠                 | 1943 年 8 月 31 日  | 1955 年 11 月 11 日 | 1959 年 3 月 25 日轉移到巴基斯坦； 1993年退役； 之後的命運未知。                                                                                               |      |
| 祖尼       | AT-95                           | 商業鐵廠                 | 1943 年 10 月 9 日  | 1994 年 2 月 1 日   | 2017 年 5 月 10 日，作為人工礁石沉沒 |      |
| 奇盧拉     | AT-153                          | 查爾斯頓造船和乾船塢公司 | 1945 年 4 月 5 日   | 1991 年 6 月 19 日  | 1997 年作為靶船擊沉 |      |

- 注：从 AT-95 到 AT-153 的编号差距的原因尚不清楚。